# Улица Клары Цеткин (Екатеринбург)
У́лица Кла́ры Це́ткин расположена между улицами Горького и Тургенева в Центральном жилом районе Екатеринбурга (Кировский административный район). При реконструкции улицы Карла Либкнехта в начале 1980-х годов была разделена на две отдельные части. Общая протяженность всех частей улицы с запада на восток составляет около 400 м.

## История
Своё название улица получила в честь Клары Цеткин. В 1960-е годы застройка улицы имела нумерацию № домов 1—9 (нечётная сторона), 2—22 (чётная), улица имела продолжение до улицы Мамина-Сибиряка и имела большую протяжённость, чем в начале XXI века. На 2010 год на улице сохранилось всего шесть домов (№ 1, 4, 11, 13а, 14, 18).

## Достопримечательности
- Дом № 1 — Усадьба П. М. Утякова. Усадьба построена в 1900-х годах. Признана объектом культурного наследия[2].
- Дом № 11 — Вознесенская церковь. Построена в 1792—1812 годах, в течение XIX века неоднократно надстраивалась и перестраивалась под руководством  архитекторов М. П. Малахова, Н. Шулаева, К. Р. Турского[2].
- Дом № 13 — Здание земской школы. Двухэтажное кирпичное здание построено в 1910 году. Находится в разрушенном состоянии после пожара. Признано объектом культурного наследия[2].